# Franz Babinger
Franz Babinger (* 15. Januar 1891 in Weiden i.d.OPf.; † 23. Juni 1967 in Durrës, Albanien) war ein deutscher Historiker und Orientalist, der besonders auf dem Gebiet der Osmanistik tätig war.

## Leben
Franz Babinger, Sohn eines Eisenbahnbeamten, besuchte das Neue Gymnasium in Würzburg und studierte ab dem Wintersemester 1911/12 an der Universität München Indologie und Orientalistik. Hier wurde er 1915 bei Ernst Kuhn mit einer Arbeit über den Orientalisten Gottlieb Siegfried Bayer promoviert. Am Ersten Weltkrieg nahm er als Mitglied der deutschen Militärmission im osmanischen Heer und türkischer Offizier teil. 1919 war er Mitglied beim Freikorps Epp.
Ein Versuch, sich 1921 an der Universität Marburg zu habilitieren, scheiterte, im gleichen Jahr wurde er jedoch an der Universität Berlin habilitiert und dort wurde er 1924 zum außerordentlichen Professor für orientalische Sprachen und Kulturen am Seminar für Orientalische Sprachen ernannt. Sein Versuch, den Lehrstuhl für Orientalistik in München zu erhalten, scheiterte zweimal 1925 und 1933. Nach der Machtübernahme der Nationalsozialisten 1933 wurde er zunächst beurlaubt, dann 1934 wegen seiner katholisch getauften, aber jüdisch geborenen Großmutter entlassen. 1935 ging er auf Einladung von Nicolae Iorga an das Institut für Südosteuropa-Forschung in Bukarest, ab 1937 als Professor und Leiter des turkologischen Instituts an der Universität Iași. 1941 wurde er Zeuge des Pogroms von Iași. Seit 1941 arbeitete er daneben für den deutschen militärischen Geheimdienst. Nach dem Kriegseintritt Rumäniens 1943 kehrte er nach Deutschland zurück und ließ sich bei seiner Mutter in Würzburg nieder, nach der Zerstörung von Würzburg 1945 lebte er in Ochsenfurt.
Von 1948 bis zu seiner Emeritierung 1958 lehrte er an der Universität München als Professor für Geschichte und Kultur des Nahen Ostens und der Türkei. Bei einem Unfall ertrank er 1967 in Albanien.
Babinger gilt als einer der Begründer der Osmanistik in Deutschland und trat besonders durch Quellenstudien zur osmanischen Geschichte hervor, in der ganzen Ausbreitung des osmanischen Reiches vom Balkan bis Nordafrika. Noch heute von Bedeutung sind seine Studien zur Geschichtsschreibung der Osmanen (Die Geschichtsschreiber der Osmanen 1930) sowie seine Biographie Mehmed II. (Mehmed der Eroberer und seine Zeit 1953).
Er heiratet 1924 Mathilde Merlin, geborene Seethaler, die Ehe wurde 1939 geschieden. In zweiter Ehe war er seit 1948 mit Margot, geborene Nagel (1917–1985) verheiratet. Sein Grab befindet sich auf dem Hauptfriedhof Würzburg.

## Ehrungen
Franz Babinger war korrespondierendes Mitglied der Göttinger Akademie der Wissenschaften (1951), ordentliches Mitglied der Bayerischen Akademie der Wissenschaften (1954), auswärtiges Mitglied der Accademia dei Lincei (1956) und auswärtiges Mitglied der American Philosophical Society (1964).
1963 erhielt er den Bayerischen Verdienstorden.

## Veröffentlichungen (Auswahl)
- Gottlieb Siegfried Bayer (1694–1738). Ein Beitrag zur Geschichte der morgenländischen Studien im 18. Jahrhundert. J. Schön, München 1915 (= Dissertation).
- Stambuler Buchwesen im 18. Jahrhundert. Dt. Verein für Buchwesen u. Schrifttum, Leipzig 1919.
- Schejch Bedr ed-Dīn, der Sohn des Richters von Simāw. Ein Beitrag zur Geschichte des Sektenwesens im altosmanischen Reich. In: Der Islam 11, 1921, S. 1–106 (= Habilitationsschrift; Digitalisat).
- Die Geschichtsschreiber der Osmanen und ihre Werke. Harrassowitz, Leipzig 1927 (Digitalisat).
- Albanien. In: Dalmatien und die Adria. Handbuch für Reisende von Karl Baedeker. Karl Baedeker, Leipzig 1929, S. 227–250.
- Mehmed der Eroberer und seine Zeit. Weltenstürmer einer Zeitenwende. Bruckmann, München 1953 (Digitalisat).
  - Maometto il Conquistatore e il suo tempo. 2., revidierte Auflage, Torino 1967 (mit neuem Vorwort von Franz Babinger).
  - Mehmed the Conqueror and His Time. Translated from the German by Ralph Manheim. Edited, with a preface, by William C. Hickman. Princeton University Press, Princeton 1992, ISBN 978-0-691-01078-6.
- Reliquienschacher am Osmanenhof im XV. Jahrhundert. Zugleich ein Beitrag zur Geschichte der osmanischen Goldprägung unter Mehmed II., dem Eroberer (= Bayerische Akademie der Wissenschaften, Philosophisch-historische Klasse, Sitzungsberichte Jahrgang 1956, Heft 2). München 1956 (Digitalisat).
- Die Aufzeichnungen des Genuesen lacopo de Promontorio - de Campis über den Osmanenstaat um 1475 (= Bayerische Akademie der Wissenschaften, Philosophisch-historische Klasse, Sitzungsberichte Jahrgang 1956, Heft 8). München 1956 (Digitalisat).
- Zwei Stambuler Gesamtansichten aus den Jahren 1616 und 1642 (= Bayerische Akademie der Wissenschaften, Philosophisch-historische Klasse, Abhandlungen NF Band 50). München 1960 (Digitalisat).
- Spätmittelalterliche fränkische Briefschaften aus dem großherrlichen Seraj zu Stambul (= Südosteuropäische Arbeiten, Bd. 61). Oldenbourg, München 1963.
- Aufsätze und Abhandlungen zur Geschichte Südosteuropas und der Levante. 2 Bände, Südosteuropa-Verlags-Gesellschaft, München 1962/66 (Band 1, S. 1–51 Schriftenverzeichnis); Band 3, Trofenik, München 1976, ISBN 3-87828-094-7 (gesammelte kleine Schriften).